# Ababde
Ababde är en folkstam i Östafrika, mellan Nilen och Röda havet i Sudan och Egypten. De utgör en gren av beja och talar en hamitisk dialekt, starkt påverkad av arabiskan. Traditionellt livnär de sig på boskapsskötsel och byteshandel samt som karavanförare.